# Iglesia de San Juan Bautista (Monóvar)

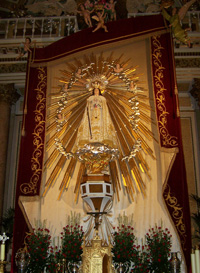
Vista del altar en septiembre, momento en el que se ubica a la patrona en el altar mayor.

La iglesia de San Juan Bautista en el municipio de Monóvar (provincia de Alicante, España) es un templo barroco con influencias neoclásicas que inicia su construcción el 19 de abril del año 1751, según Pascual Madoz.
Ostenta el rango de arciprestal desde 1851.

## Descripción
Se trata de un templo de planta de cruz latina. La nave principal está cubierta por una bóveda de cañón seguido con cúpula semiesférica, con lunetos donde se ubican las ventanas, mientras que las dos naves laterales, formadas por la perforación de los contrafuertes alojan las capillas donde se veneran diversas imágenes. El crucero, con cúpula sobre pechinas esculpidas, se forma por la discontinuidad de las capillas laterales.
Por el lado del Evangelio, se accede a la Capilla de la Virgen del Remedio. De grandes dimensiones, tiene entrada propia, por el 'jardinet' (jardincito), la cual presenta en su exterior dos columnas sosteniendo una cornisa y, sobre aquellas, otras dos que sirven de adorno a un nicho ocupado por la imagen de la Virgen del Remedio, esculpida en 1765. En su interior, un interesante retablo de madera dorada y policromada, recientemente restaurado, obra realizada en 1774 por el escultor Francisco Mira aloja el camarín con la imagen de la patrona de Monóvar presidiendo la capilla de la que destaca también su cúpula sobre pechinas esculpidas con relieves sobre la vida de la Virgen. A través de esta capilla se accede a una tercera dedicada a San Miguel Arcángel, de tipo neoclásico, construida en 1813, más pequeña, de planta rectangular y bóveda de cañón, que se encuentra en estado de ruinas.
En el crucero, en el lado de la Epístola, se halla adosado un órgano barroco, de caja de José Martín, originalmente construido en 1771 por el conquense Julián de la Orden y reconstruido en siglo XIX por Alberto Randeynes (1893). Fue restaurado en su totalidad a lo largo del 2007.
Esta iglesia, aunque sencilla, es muy sólida, por ser toda de piedra de cantería, excepto las bóvedas. Cuenta con dos torres, una de ellas inacabada, por lo que únicamente se ve una.

## Curiosidades
Es de señalar que en las Fiestas Mayores de Septiembre, la patrona, ubicada en el altar mayor, desciende al suelo mediante un mecanismo antaño manual y ahora eléctrico. Teniendo un punto de vista central del altar, se simula la bajada de la Virgen desde los cielos hasta la tierra.